# Schieren (Kreis Segeberg)
Schieren ist eine Gemeinde im Kreis Segeberg in Schleswig-Holstein.

## Geografie und Verkehr
Schieren liegt etwa 6 km östlich von Bad Segeberg in ländlicher Umgebung in der Nähe des Wardersees. Südlich verläuft die Bundesstraße 206 von Bad Segeberg nach Lübeck, nördlich die Bundesstraße 432 von Bad Segeberg nach Scharbeutz. Der Ort ist als Rundling angelegt.

## Geschichte
Archäologische Funde belegen eine Besiedlung in der Jungsteinzeit.
Schieren wurde 1342 als „Schire“ erstmals erwähnt und lag im Grenzgebiet zwischen den Sachsen und den Slawen. 1871 wurde in der Mitte des Dorfes eine Friedenseiche gepflanzt.

## Politik

### Gemeindevertretung
Bei der Kommunalwahl am 14. Mai 2023 wurden insgesamt neun Sitze vergeben. Diese gingen erneut alle an Wir für Schieren.

### Wappen
Blasonierung: „In Rot ein bewurzelter goldener Eichbaum, dessen Krone von acht silbernen Hufeisen kreisförmig umgeben ist.“

## Wirtschaft
Das Gemeindegebiet ist überwiegend landwirtschaftlich geprägt, es gibt jedoch auch einige Gewerbebetriebe.